# Laicismo en Francia
en francés: Laïcité (/la.i.si.te/; 'secularism') es el principio constitucional del laicismo en Francia. El artículo 1 de la Constitución francesa se interpreta comúnmente en el sentido de que desalienta la participación religiosa en los asuntos gubernamentales, especialmente la influencia religiosa en la determinación de las políticas estatales. También prohíbe la participación del gobierno en asuntos religiosos y, especialmente, prohíbe la influencia del gobierno en la determinación de la religión. El laicismo en Francia no excluye el derecho al libre ejercicio de la religión.

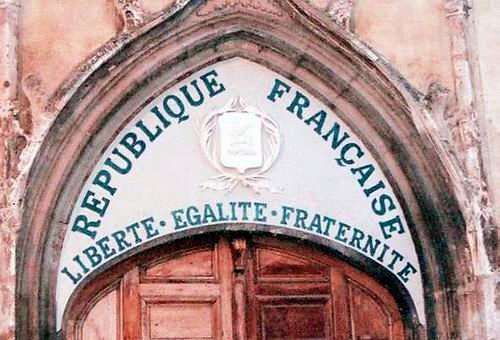
Lema de la República francesa en el tímpano de una iglesia en Aups, departamento de Var, que fue instalada después de la ley de 1905 sobre la separación del Estado y la Iglesia. Tales inscripciones en una iglesia son muy raras; éste fue restaurado durante el bicentenario de la Revolución Francesa en 1989.

El laicismo francés tiene una larga historia: durante el último siglo, la política del gobierno francés se ha basado en la Ley francesa de 1905 sobre la Separación de las Iglesias y el Estado, que, sin embargo, no es aplicable en Alsacia y Moselle . Si bien el término laïcité se ha utilizado desde finales del siglo XIX para denotar la libertad de las instituciones públicas de la influencia de la Iglesia católica, el concepto actual también cubre otros movimientos religiosos.

## Concepto
Laïcité se basa en la división entre la vida privada, donde los seguidores creen que pertenece la religión, y la esfera pública, en la que cada individuo debe aparecer como un ciudadano simple que es igual a todos los demás ciudadanos, desprovisto de particularidades étnicas, religiosas o de otro tipo. Según este concepto, el gobierno debe abstenerse de tomar posiciones sobre la doctrina religiosa y considerar los temas religiosos solo por sus consecuencias prácticas en la vida de los habitantes.
Se describe mejor como una creencia de que los asuntos gubernamentales y políticos deben mantenerse separados de las organizaciones religiosas y los asuntos religiosos (siempre que estos últimos no tengan consecuencias sociales notables). Esto tiene como objetivo proteger al gobierno de cualquier posible interferencia de organizaciones religiosas y proteger a la organización religiosa de disputas y controversias políticas.
Los defensores argumentan que la laicidad en sí no implica necesariamente ninguna hostilidad del gobierno con respecto a ninguna religión, afirmando que el laicismo del Estado francés se basa en realidad en el respeto por la libertad de pensamiento y la libertad de religión. Por lo tanto, los proponentes consideran que la ausencia de una religión estatal —y la posterior separación del Estado y la Iglesia— es un requisito previo para tales libertades.
Los defensores sostienen que la laicidad es, por lo tanto, distinta del anticlericalismo, que se opone activamente a la influencia de la religión y el clero. Sin embargo, los críticos de la laicidad argumentan que se trata de una forma encubierta tanto de anticlericalismo como de violación del derecho individual a la expresión religiosa. En lugar de promover la libertad de pensamiento y la libertad de religión, los críticos argumentan que impide que el creyente observe su religión.
Otra crítica es que, en países históricamente dominados por una tradición religiosa, la evitación oficial de tomar posiciones sobre cuestiones religiosas favorece en última instancia a la tradición religiosa dominante de ese país. Incluso en la actual Quinta República Francesa (1958–), las vacaciones escolares siguen en su mayoría al año litúrgico cristiano, que incluye las temporadas de Navidad y vacaciones ; aunque las vacaciones de Semana Santa han sido reemplazadas por vacaciones de primavera que pueden incluir o no Semana Santa, dependiendo de los caprichos del calendario litúrgico. Sin embargo, las escuelas han dado permisos a los estudiantes para las vacaciones importantes de sus religiones específicas no mayoritarias, y los menús de comida que se sirven en las escuelas secundarias prestan especial atención a garantizar que cada observador religioso pueda respetar las restricciones específicas de su religión con respecto a las dietas.

## Historia
La palabra francesa laïc proviene del latín lāicus, que es un préstamo del griego lāïkós ( λᾱϊκός , 'del pueblo'), él mismo de lāós ( λᾱός , 'personas'). [lower-alpha 1] El sufijo francés -ité es equivalente al inglés -ity . El laicismo es un concepto arraigado en la Revolución Francesa, que comenzó a desarrollarse desde la Tercera República Francesa después de que los republicanos obtuvieron el control del estado.
Si bien el término era originalmente el equivalente francés del término laicos (es decir, todos los que no son clérigos, este significado cambió después de la Revolución y pasó a denotar el mantenimiento de la religión separada de las ramas ejecutiva, judicial y legislativa del gobierno.[cita requerida] Esto incluye prohibiciones de tener una religión estatal y de que el gobierno respalde cualquier posición religiosa, ya sea religión o ateísmo.
Desde finales del siglo XIX, la palabra laïcité se ha utilizado en el contexto de un proceso de secularización, entre países donde la Iglesia Católica había conservado su influencia, para significar la libertad de las instituciones públicas (especialmente las escuelas primarias) de la influencia de la Iglesia. Hoy, el concepto también cubre otros movimientos religiosos.  El laicismo tomó forma por primera vez durante la Revolución Francesa: la abolición del Antiguo Régimen en agosto de 1789 fue acompañada por el fin de los privilegios religiosos y la afirmación de principios universales, incluida la libertad de opinión y la igualdad de derechos expresados en la Declaración de 1789 de Derechos del hombre y del ciudadano. Los textos de la Declaración de los Derechos del Hombre y del Ciudadano fueron incorporados al preámbulo de la Constitución del 4 de octubre de 1958. Entre ellos se encuentra el artículo 10 de la declaración "Nadie debe preocuparse por sus opiniones, ni siquiera religiosas, siempre que su manifestación no perturbe el orden público establecido por la ley".
La educación pública ha sido secular desde las leyes del 28 de marzo de 1882 y del 30 de octubre de 1886, que establecieron la “instrucción moral y cívica” en lugar de la enseñanza de la moral religiosa y el secularismo del personal y los programas, respectivamente.
En el siglo XIX, las leyes de secularización separaron gradualmente al estado de los vínculos históricos con la Iglesia católica y crearon nuevos valores sociopolíticos construidos sobre los principios del universalismo republicano. Este proceso, que tuvo lugar en un movimiento más amplio vinculado a la modernidad, encargó al pueblo francés la redefinición de las bases políticas y sociales: los poderes ejecutivo, legislativo y judicial; la organización del estado, sus componentes, sus representaciones; el sistema educativo, los ritos de la vida civil y el desarrollo del derecho y la moral; independientemente de las creencias religiosas. La Tercera República recreó notablemente la organización del sistema escolar, al establecer la educación pública, laica y obligatoria (leyes Jules Ferry). Las leyes Jules Ferry (1881-1882) se complementan con la ley Goblet (establecida en 1886) sobre la organización de la educación primaria, cuyo artículo 17 establece que la educación en las escuelas públicas se confía exclusivamente al personal secular. Este proceso culminó en 1905 con la Ley de Separación de Iglesias y Estado, que solidificó la secularización.

### Ley de 1905 y Constitución de 1946-1958
Aunque el término estuvo vigente a lo largo del siglo XIX, Francia no separó completamente a la iglesia y el estado hasta la aprobación de su ley de 1905 sobre la separación de las iglesias y el estado, que prohíbe al estado reconocer o financiar cualquier religión.
Sin embargo, la ley de 1905 no usó la palabra laïcité en sí, por lo que la noción de laïcité como principio legal es cuestionable, ya que nunca fue definida como tal por el texto de una ley. No fue hasta la Constitución de 1946 (es decir, la Cuarta República Francesa; Constitución de 1946, IVe République ) que la palabra apareció explícitamente como un principio constitucional con efecto legal, pero sin mayor especificación.  Todos los edificios religiosos de Francia (principalmente iglesias católicas, capillas protestantes y sinagogas judías) pasaron a ser propiedad de los ayuntamientos. Aquellos ahora tienen el deber de mantener los edificios (a menudo históricos) pero no pueden subsidiar a las organizaciones religiosas que los utilizan. En áreas que eran parte de Alemania en ese momento, y que no regresaron a Francia hasta 1918, algunos arreglos para la cooperación de la iglesia y el estado todavía están vigentes hoy (ver Alsacia-Mosela).

### Constitución de 1958-presente
El laicismo es un concepto central en la Constitución Francesa: el artículo 1 establece formalmente que Francia es una república laica ("La France est une République indivisible, laïque, démocratique et sociale").
Esto, sin embargo, no impide un papel activo por parte del Estado (Presidente de la República, Ministerio de Relaciones Exteriores, Ministerio del Interior) en el nombramiento de los obispos diocesanos católicos. Debido al Acuerdo Briand-Ceretti, el presidente de la República Francesa es el único jefe de Estado en el mundo (excepto el Papa) que todavía nombra obispos católicos (en Estrasburgo y Metz); además, es canónigo honorario en varias catedrales y basílicas, sobre todo en la Archibasílica de San Juan de Letrán, la Catedral del Papa.

### Situación actual y debate
El principio de laicidad en Francia se implementa a través de una serie de políticas, principalmente basadas en la ley de 1905. El gobierno francés tiene prohibido legalmente reconocer cualquier religión (excepto los estatutos heredados como los de los capellanes militares y la ley local de Alsacia-Mosela). En cambio, reconoce a las organizaciones religiosas, de acuerdo con criterios legales formales que no abordan la doctrina religiosa:[cita requerida]
- si el único propósito de la organización es organizar actividades religiosas (de modo que, por ejemplo, la pretensión de ser una organización religiosa no se utilice para evasión de impuestos)
- si la organización altera el orden público.

Los líderes políticos franceses, aunque no tienen prohibido de ningún modo hacer comentarios religiosos, en su mayoría se abstienen de hacerlo. Las consideraciones religiosas generalmente se consideran incompatibles con el debate político razonado. Los líderes políticos no pueden practicar ninguna religión y se espera que diferencien las creencias religiosas de sus argumentos políticos. Christine Boutin, que argumentó abiertamente por motivos religiosos en contra de una pareja de hecho legal disponible independientemente del sexo de la pareja, rápidamente se convirtió en el blanco de las bromas de comedia nocturnas.[cita requerida]
Muchos encuentran que ser discreto con la propia religión es una parte necesaria de ser francés, lo que ha llevado a frecuentes divisiones con algunos inmigrantes no cristianos, especialmente con parte de la gran población musulmana de Francia. Como tal, ha tenido lugar el debate sobre si cualquier vestimenta religiosa o exhibiciones individuales (por ejemplo, el hijab islámico, el turbante sij, las cruces cristianas [grandes] y las estrellas de David y kipá judías) deberían prohibirse en las escuelas públicas. Esta prohibición en Francia entró en vigor en 2004. En la primavera de 2011, la agencia oficial contra la discriminación, la HALDE, reforzó la laicidad en los hospitales —como propugnaba el ministro del Interior, Claude Guéant— y en el servicio público en general.[cita requerida] La transmisión simultánea de los sermones tradicionales protestantes y católicos de Cuaresma (en funcionamiento desde 1946) ha sido interrumpida. Anteriormente, la transmisión de la liturgia de la noche de Navidad ortodoxa rusa se detuvo de manera similar el 6/7 de enero.

La estricta separación de la iglesia y el estado que comenzó con la ley de 1905 se ha convertido en lo que algunos líderes religiosos ven como una "forma de corrección política que hizo de la religión en los asuntos públicos un gran tabú". El expresidente Nicolas Sarkozy inicialmente criticó este enfoque como una "laicidad negativa" y quería desarrollar una "laicidad positiva" que: reconozca la contribución de la fe a la cultura, la historia y la sociedad francesas; permite la fe en el discurso público; y permite subsidios gubernamentales para grupos religiosos.  Sarkozy vio las principales religiones de Francia como contribuciones positivas a la sociedad francesa. Visitó al Papa en diciembre de 2007 y reconoció públicamente las raíces cristianas de Francia, al tiempo que destacó la importancia de la libertad de pensamiento, argumentando que la fe debería volver a la esfera pública. El 12 de septiembre de 2008, de acuerdo con las opiniones de Sarkozy sobre la necesidad de reformar la laicidad, el Papa Benedicto XVI dijo que era hora de revisar el debate sobre la relación entre Iglesia y Estado, abogando por una forma "saludable" de laicidad. Al reunirse con Sarkozy, declaró:
De hecho, es fundamental, por un lado, insistir en la distinción entre el ámbito político y el de la religión para preservar tanto la libertad religiosa de los ciudadanos como la responsabilidad del Estado hacia ellos. … Por otro lado, [es importante] tomar más conciencia del papel insustituible de la religión para la formación de conciencias y la contribución que puede aportar, entre otras cosas, a la creación de un consenso ético básico en la sociedad.
En 2009, Sarkozy cambió el lugar que ocupaba la religión en la sociedad francesa, ya que declaró públicamente que el burka "no era bienvenido" en Francia y favoreció la legislación para prohibirlo. En febrero de 2010, dos personas vestidas con burka lograron pasar las puertas de seguridad de una oficina de correos con sus velos completos, después de lo cual las dos se quitaron el velo, sacaron un arma y asaltaron la oficina de correos. Tras las elecciones locales de marzo de 2011, apareció un fuerte desacuerdo dentro de la UMP gobernante sobre la conveniencia de celebrar un debate sobre laicidad como lo deseaba el presidente francés. El 30 de marzo de 2011 apareció en La Croix una carta firmada por representantes de 6 cuerpos religiosos que se oponían a la conveniencia de tal debate.
El 11 de abril de 2011 se aprobó una ley con fuerte apoyo de los partidos políticos, así como de Sarkozy, que ilegalizó la ocultación del rostro en los espacios públicos, afectando a unos pocos miles de mujeres en Francia que llevaban el niqab y el burka. El académico Olivier Roy ha argumentado que las prohibiciones del burkini y las políticas laicistas de Francia provocaron violencia religiosa en Francia, a lo que Gilles Kepel respondió que Gran Bretaña, que no tiene tales políticas, aún sufrió un mayor número de ataques en 2017 que Francia.

## Influencia en otros países
Otros países siguieron el modelo francés, con formas de laicismo; ejemplos incluyen Albania, México y Turquía.

### Quebec, (Canadá)
El discurso público en Quebec, la única provincia predominantemente francófona de Canadá, ha estado muy influenciado por el laicismo de Francia desde la década de 1960. Antes de este tiempo, Quebec era visto como una sociedad católica muy observadora, donde el catolicismo era una religión estatal de facto. Quebec pasó entonces por un período de rápida secularización llamado Revolución Silenciosa. Los políticos de Quebec han tendido a adoptar una comprensión del laicismo más al estilo francés que el resto de Canadá, que es similar a Estados Unidos. Esto pasó a primer plano durante el debate sobre lo que constituye el "ajuste razonable" de las minorías religiosas.
En septiembre de 2013, el gobierno de Quebec propuso el proyecto de ley 60, la "Carta que afirma los valores del laicismo estatal y la neutralidad religiosa y de igualdad entre mujeres y hombres, y proporciona un marco para las solicitudes de adaptación." El proyecto de ley alteraría la ley provincial de derechos humanos para prohibir que los empleados públicos usen objetos que indiquen abiertamente una preferencia religiosa. Las personas que se verían más afectadas por una ley de este tipo serían las mujeres musulmanas con hiyab, los hombres judíos con una kipá y los hombres (o mujeres) sijs con turbante . Los empleados que no cumplan con la ley serían despedidos de su empleo. El partido que había propuesto el proyecto de ley, el Parti Québécois, fue derrotado en las elecciones de 2014 por el Partido Liberal de Quebec (que obtuvo la mayoría de escaños), que se opuso al proyecto de ley. Como resultado, el proyecto de ley se considera "muerto".
En 2019, el gobierno de CAQ del primer ministro François Legault aprobó el Proyecto de Ley 21, una ley de laicismo que prohíbe a los funcionarios públicos en posiciones de poder coercitivo usar o exhibir símbolos religiosos. Sin embargo, la exhibición de símbolos religiosos colocados en instituciones públicas como hospitales quedará a criterio de cada administración de los mismos. Para contrarrestar los cargos de hipocresía, también se eliminó el crucifijo en la Asamblea Nacional de Quebec.

### México
La laicidad francesa influyó en la Constitución de México a pesar de que la Iglesia católica mantuvo una fuerte influencia. En marzo de 2010, los Diputados de la Cámara introdujeron una legislación para enmendar la Constitución para convertir al gobierno mexicano en formalmente laico, que significa "laico" o "laico". Los críticos de la medida dicen que "el contexto que rodea a la enmienda sugiere que podría ser un paso atrás para la libertad religiosa y la verdadera separación de la iglesia y el estado". 
Inmediatamente después de la objeción vocal de la Iglesia a la legalización del aborto, así como las uniones y adopciones entre personas del mismo sexo en la Ciudad de México, "junto con algunas declaraciones de sus partidarios, sugiere que podría ser un intento de suprimir la capacidad de la Iglesia Católica para participar en debates sobre políticas públicas ". México ha tenido una historia de represión y persecución religiosa. Los críticos de la enmienda rechazan la idea de que "utilitaristas, nihilistas, capitalistas y socialistas pueden aplicar su filosofía en la vida pública, pero los católicos (o las minorías religiosas) deben controlar su religión en la puerta" en una especie de "ciudadanía de segunda clase" que consideran nada más que discriminación religiosa. 

### Turquía
En Turquía, una fuerte postura de laicismo (turco: laiklik) ha dominado desde la revolución turca de Mustafa Kemal Atatürk a principios del siglo XX. El 3 de marzo de 1924, Turquía eliminó el sistema del califato y gradualmente después de eso, toda la influencia religiosa del estado. El Islam sunita, la religión mayoritaria, está ahora controlado por el gobierno turco a través del Departamento de Asuntos Religiosos y está financiado por el estado, mientras que otras religiones o sectas tienen independencia en los asuntos religiosos. Las opiniones islámicas que se consideran políticas se censuran de acuerdo con el principio de laicismo.
Este sistema de laïcité turco impregna tanto el ámbito gubernamental como el religioso. El contenido de los sermones semanales en todas las mezquitas financiadas por el estado debe ser aprobado por el estado. Además, las comunidades sunitas independientes son ilegales. Las religiones minoritarias, como la ortodoxia armenia o griega, están garantizadas por la constitución como religiones individuales y en su mayoría son toleradas, pero esta garantía no otorga ningún derecho a ninguna comunidad religiosa, incluidas las musulmanas. La opinión de Turquía es que el Tratado de Lausana otorga ciertos derechos religiosos a judíos, griegos y armenios, pero no, por ejemplo, a los sirio-ortodoxos o a los católicos, porque estos últimos no desempeñaron ningún papel político durante el tratado. Sin embargo, el Tratado de Lausana no especifica ninguna nacionalidad o etnia y simplemente identifica a los no musulmanes en general.
Recientemente, el deseo de restablecer el seminario ortodoxo griego en la isla de Heybeli, cerca de Estambul, se convirtió en un problema político con respecto a la adhesión de Turquía a la UE. La UE considera que tal prohibición equivale a la supresión de la libertad religiosa. Sin embargo, se señala que si se permite a la ortodoxia griega reabrir una escuela, se convertirá en la única religión en Turquía con derecho a una escuela religiosa independiente. Los recientes intentos del gobierno conservador de prohibir el adulterio causaron indignación en Turquía y fueron vistos como un intento de legislar los valores islámicos, pero otros señalan que la legislación estaba destinada a combatir la poligamia, que todavía es común en las áreas rurales, aunque no está reconocida legalmente.

## Contraste con Estados Unidos
En los Estados Unidos, la Primera Enmienda de la Constitución contiene un concepto federal similar, aunque el término laicidad no se usa ni en la Constitución ni en ningún otro lugar, y de hecho se usa como un término para contrastar el secularismo europeo con el secularismo estadounidense. Esa enmienda incluye cláusulas que prohíben tanto la interferencia del gobierno del Congreso con el "libre ejercicio" de la religión como las leyes del Congreso con respecto al establecimiento de la religión. Originalmente, esto impedía que el gobierno federal interfiriera con las religiones establecidas por el estado. Pero después de la 14.ª enmienda, los tribunales han sostenido que estas cláusulas se aplican tanto al gobierno federal como al estatal . En conjunto, se considera que la "cláusula de libre ejercicio" y la "cláusula de establecimiento" logran una "separación de la iglesia y el estado".
Sin embargo, la separación no se extiende para prohibir la conducta religiosa en lugares públicos o por parte de los servidores públicos. Los servidores públicos, incluido el presidente de los Estados Unidos, a menudo hacen proclamas de fe religiosa. Las sesiones de ambas cámaras del Congreso de los Estados Unidos y la mayoría de las legislaturas estatales suelen comenzar con una oración de un ministro de una fe u otra, y muchos, si no la mayoría de los políticos y altos funcionarios públicos en Washington D. C. asisten a la Misa Roja católica anual en la Catedral de San Mateo Apóstol independientemente de sus convicciones religiosas personales. En contraste con Francia, el uso de insignias religiosas en las escuelas públicas es en gran parte no controvertido como una cuestión de ley y cultura en los Estados Unidos; los principales casos en los que ha habido controversias son cuando la práctica en cuestión es potencialmente peligrosa (por ejemplo, el uso del cuchillo kirpan sij en lugares públicos), e incluso entonces la cuestión suele resolverse a favor de permitir la práctica. Además, el gobierno de los Estados Unidos considera a las instituciones religiosas como organizaciones sin fines de lucro exentas de impuestos, sujetas a limitaciones en su participación política. Además, el ejército incluye capellanes religiosos pagados por el gobierno para atender las necesidades espirituales de los soldados. Sin embargo, a diferencia de Europa, el gobierno no puede exhibir símbolos religiosos (como la cruz) en las escuelas públicas, tribunales y otras oficinas gubernamentales, aunque se hacen algunas excepciones (por ejemplo, el reconocimiento de una fiesta religiosa de un grupo cultural). Además, la Corte Suprema de los Estados Unidos ha prohibido cualquier actividad en las escuelas públicas y otras áreas administradas por el gobierno que pueda considerarse como un respaldo del gobierno a la religión .
El filósofo francés y co-redactor de la Declaración Universal de Derechos Humanos Jacques Maritain, devoto católico converso y crítico de la laicidad francesa, destacó la distinción entre los modelos encontrados en Francia y en los Estados Unidos de mediados del siglo XX. Consideró que el modelo estadounidense de esa época era más amistoso porque tenía "una clara distinción y una cooperación real" entre la iglesia y el estado, lo que él llamó "un tesoro histórico" y amonestó a los Estados Unidos: "Por favor, Dios que lo guarde con cuidado, y no permita que su concepto de separación se desvíe hacia el europeo ".